# Coral Khasa
Coral Khasa (auch: Coral Khasa - Jatun Jila und Corral Khasa - Jatun Jila) ist eine Ortschaft im Departamento Potosí im südamerikanischen Andenstaat Bolivien.

## Lage im Nahraum
Coral Khasa liegt in der Provinz Charcas und ist ein Ort im Cantón San Pedro im Municipio San Pedro de Buena Vista. Die Ortschaft liegt auf einer Höhe von 2995 m, drei Kilometer nordöstlich der Mündung des Río Huayka Yapu in den Río San Pedro.

## Geographie
Coral Khasa liegt in der bolivianischen Cordillera Central im Übergangsbereich zum bolivianischen Tiefland.
Das Klima ist wegen der Höhenlage angenehm ausgeglichen, jedoch über weite Teile des Jahres sehr trocken. Die mittlere Durchschnittstemperatur der Region liegt bei etwa 18 °C (siehe Klimadiagramm Torotoro), die Monatsmittel schwanken nur unwesentlich zwischen 14,5 °C im Juli und 20 °C von November bis Januar. Der Jahresniederschlag beträgt etwa 560 mm, bei einer deutlich ausgeprägten Trockenzeit von April bis Oktober mit Monatsniederschlägen unter 25 mm und einer Feuchtezeit von Dezember bis Februar mit deutlich über 100 mm Monatsniederschlag.

## Verkehrsnetz
Coral Khasa liegt in südlicher Richtung 164 Straßenkilometer entfernt von Cochabamba, der Hauptstadt des gleichnamigen Departamento Cochabamba.
Von Cochabamba aus führt in westlicher Richtung die asphaltierte Nationalstraße Ruta 4, die bei Caracollo auf die nord-südlich verlaufende Ruta 1 stößt und in südlicher Richtung nach Potosí führt. In einer Entfernung von 37 Kilometern südwestlich von Cochabamba zweigt bei Parotani eine unbefestigte Landstraße in südöstlicher Richtung ab und erreicht nach 30 Kilometern die Stadt Capinota. Drei Kilometer südlich von Capinota zweigt eine weitere Landstraße nach Süden ab, überquert den Río Arque und führt weiter zu der Ortschaft Apillapampa, überwindet in ihrem weiteren Verlauf Passhöhen von 4000 m und führt nach insgesamt 85 Kilometern über Coral Khasa nach San Pedro de Buena Vista.
Coral Kasa liegt sechzehn Kilometer vor San Pedro, hier zweigt eine unbefestigte Nebenstraße nach Südwesten in das acht Kilometer entfernte Jatun Jila ab.

## Bevölkerung
Die Einwohnerzahl der Ortschaft ist in dem Jahrzehnt zwischen den beiden letzten Volkszählungen auf etwa die Hälfte zurückgegangen:
| Jahr | Einwohner         | Quelle       |
| ---- | ----------------- | ------------ |
| 1992 | keine Detaildaten | Volkszählung |
| 2001 | 163               | Volkszählung |
| 2012 | 90                | Volkszählung |
| 2024 |                   | Volkszählung |